# The Young and the Restless
The Young and the Restless es una telenovela estadounidense creada por William J. Bell y Lee Phillip Bell, que comenzó sus transmisiones el 26 de marzo de 1973 por medio de la cadena CBS. 
La serie ha contado con la participación invitada de actores como Ray Wise, Tony Todd, Kevin Alejandro, Cam Gigandet, Lyndsy Fonseca, Diego Serrano, Amelia Kinkade, entre otros.

## Sinopsis
La historia gira alrededor de unas grandes familias de gente adinerada que viven en Genoa City, una ciudad ficticia ubicada en el estado de Wisconsin en Estados Unidos.
Los personajes de la telenovela se dividen en diferentes clanes, como son el de los Newman, los Abbott y los Chancellor. En un primer momento la serie se centraba en la rivalidad de los Brooks y de los Foster, aunque desde entonces ha evolucionado mucho.
Actualmente los Chancellor poseen una gran notoriedad histórica en la ciudad, mientras que los Newman y los Abbot dominan el mundo de los negocios a nivel nacional.

## Personajes

### Personajes principales
| Actor                                          | Personaje                 | Ocupación               | Episodios | Duración                            |
| ---------------------------------------------- | ------------------------- | ----------------------- | --------- | ----------------------------------- |
| Doug Davidson                                  | Paul Williams             | Detective               | 2,731     | 1978 - presente                     |
| Melody T. Scott                                | Nicole "Nikki" Newman     | -                       | 2,052     | 1979 - presente                     |
| Peter Bergman                                  | John "Jack" Abbott, Jr.   | Empresario              | 2,267     | 1980 - 1989, 1989 - presente        |
| Eric Braeden                                   | Victor Newman             | Empresario              | 2,546     | 1980 - presente                     |
| Kate Linder                                    | Esther Valentine          | Ama de Llaves           | 2,088     | 1982 - presente                     |
| Eileen Davidson Shari Shattuck Eileen Davidson | Ashley Abbott             | Empresaria              | 1,362     | 1982-1988 1996-1999 1999 - presente |
| Amelia Heinle                                  | Victoria Newman           | -                       | 1,367     | 1982 -2003, 2005-presente           |
| Christian LeBlanc                              | Michael Baldwin           | Abogado                 | 1,721     | 1991-1993, 1997 - presente          |
| Kristoff St. John                              | Neil Winters              | Empresario              | 1,528     | 1991 - presente                     |
| Sharon Case                                    | Sharon Newman             | Empresaria              | 2,086     | 1994 - presente                     |
| Joshua Morrow                                  | Nicholas "Nick" Newman    | Dueño del Club          | 2,270     | 1994-presente                       |
| Gina Tognoni                                   | Phyllis Summers-Abbott    | Empresaria              | 172       | 1994-1998, 2000-presente            |
| Christel Khalil                                | Lily Winters-Ashby        | -                       | 1,045     | 1995-1998, 2000, 2002-presente      |
| Melissa Ordway                                 | Abigail "Abby" Newman     | Inversionista           | 213       | 2000-2013, 2013 - presente          |
| Greg Rikaart                                   | Kevin Fisher              | Experto de Computadoras | 1,301     | 2003-presente                       |
| Bryton James                                   | Devon Hamilton Winters    | -                       | 741       | 2004-presente                       |
| Daniel Goddard                                 | Ethan "Cane" Ashby        | Empresario              | 826       | 2007 - presente                     |
| Elizabeth Hendrickson                          | Chloe Mitchell            | Estilista               | 644       | 2008 - presente                     |
| Melissa Claire Egan                            | Chelsea Lawson            | Diseñadora de Modas     | 452       | 2011 - presente                     |
| Steve Burton                                   | Dylan McAvoy              | Dueño del Café          | 337       | 2013 - presente                     |
| Mishael Morgan                                 | Hilary Curtis-Winters     | Asistente Ejecutiva     | 206       | 2013 - presente                     |
| Sean Carrigan                                  | Benjamin "Stitch" Rayburn | Doctor                  | 202       | 2013 - presente                     |
| Camryn Grimes                                  | Mariah Copeland           | Bartender               | 58        | 2014 - presente                     |
| Jason Thompson                                 | William "Billy" Abbott    | -                       | 52        | 2016 - presente                     |

### Personajes recurrentes
| Actor             | Personaje                       | Ocupación               | N.º de Episodios | Duración                              |
| ----------------- | ------------------------------- | ----------------------- | ---------------- | ------------------------------------- |
| Jess Walton       | Jill Fenmore-Atkinson           | Empresaria              | 1,274            | 1973-1984, 1986-1987, 1987 - presente |
| Beth Maitland     | Traci Connelly                  | -                       | 269              | 1982-1996, 1999, 2001-presente        |
| Tracey E. Bregman | Lauren Fenmore-Baldwin          | Empresaria              | 1,089            | 1983-1999, 2000, 2001-presente        |
| Lauralee Bell     | Christine Marie Blair           | Abogada                 | 911              | 1983-2007 2010-presente               |
| Judith Chapman    | Gloria Simmons-Bardwell         | Agente de Bienes Raíces | 761              | 2005-presente                         |
| Hunter King       | Summer Ann Newman               | Consejera               | 300              | 2006-2012, 2012 - presente            |
| Ted Shackelford   | Jeffrey "Jeff" Bardwell         | Ladrón                  | 384              | 2007 - presente                       |
| Tristan Rogers    | Colin Atkinson                  | Empresario              | 152              | 2010 - 2012, 2014 - presente          |
| Angell Conwell    | Leslie Michaelson-Shelby        | Abogada                 | 193              | 2010 - presente                       |
| McKenna Roberts   | Matilda "Mattie" Ashby          | -                       | 43               | 2010 - 2012, 2013 - presente          |
| Alyvia Alyn Lind  | Faith Newman                    | -                       | 101              | 2011 - presente                       |
| Robert Adamson    | Noah Newman                     | Bartender               | 229              | 2012 - presente                       |
| Max Ehrich        | Fenmore "Fen" Baldwin           | Estudiante              | 120              | 2012 - presente                       |
| Catherine Bach    | Anita Lawson                    | -                       | 54               | 2012 - presente                       |
| Terrell Tilford   | Barton Shelby                   | Doctor                  | 15               | 2014 - presente                       |
| -                 | Katherine "Katie" Abbott Newman | -                       | -                | 2014 - presente                       |
| Brandin Stennis   | Charlie Ashby                   | -                       | 2                | 2016 - presente                       |

### Próximas salidas
| Actor        | Personaje    | Última aparición |
| ------------ | ------------ | ---------------- |
| Steve Burton | Dylan McAvoy | enero del 2017   |

### Próximos personajes
| Actor       | Personaje      | Fecha de aparición                |
| ----------- | -------------- | --------------------------------- |
| John McCook | Eric Forrester | regresará el 27 de enero del 2017 |

### Antiguos personajes principales
| Actor | Personaje                           | Ocupación               | Episodios        | Duración                                                                               |
| --- | ----------------------------------- | ----------------------- | ---------------- | -------------------------------------------------------------------------------------- |
| Michelle Stafford Sandra Nelson | Phyllis Summers                     | -                       | 1,546 88         | 1994 - 1997, 2000 - 2013 1997 - 1999                                                   |
| Jeanne Cooper Michael Learned Gisele MacKenzie Beverly Garland                                                                        | Katherine "Katie" Chancellor-Murphy | Autora                  | 1,205 14 4 -     | 1973 - 2013 2011 1986 1981                                                             |
| Don Diamont | Brad Carlton                        | -                       | 1,099            | 1985 - 1996, 1998 - 2009                                                               |
| Thad Luckinbill | Jeffrey Todd "J.T." Hellstrom       | -                       | 829              | 1999 - 2010                                                                            |
| Victoria Rowell Kent King Dawn McMillan                                                                                               | Drucilla "Dru" Barber               | -                       | 582 3 -          | 1990 - 2000, 2002 - 2007 2000 1996                                                     |
| Jessica Collins | Avery Bailey Summers                | Abogada                 | 426              | 2011 - 2015                                                                            |
| Shemar Moore Darius McCrary | Malcolm Winters                     | Fotógrafo               | 407 86           | 1994 - 2002, 2004 - 2005, 2014 2009 - 2011                                             |
| Camryn Grimes | Cassidy "Cassie" Newman             | -                       | 402              | 1997 - 2007, 2009 - 2010, 2013 - 2014                                                  |
| Scott Reeves | Ryan McNeil                         | Empresario              | 359              | 1991 - 2001                                                                            |
| Lauren Woodland Vanessa Evigan | Brittany Hodges                     | Artista                 | 315 26           | 2000 - 2005 1999 - 2000                                                                |
| Burgess Jenkins Billy Miller Scott Seymour Ryan Brown David Tom                                                                       | William "Billy" Abbott              | Bartender               | 126 718 26 9 304 | 2014 - 2016 2008 - 2014 2006 2002 - 2003 1999 - 2002, 2014                             |
| David Lago | Raul Guittierez                     | Director Asistente      | 286              | 1999 - 2004, 2009                                                                      |
| Sabryn Genet | Tricia Dennison                     | -                       | 248              | 1997 - 2001                                                                            |
| Laura Bryan Birn | Lynne Bassett                       | Secretaria              | 228              | 1988 - 2004                                                                            |
| John Enos III | Bobby Marsino                       | CEO                     | 210              | 2003 - 2005                                                                            |
| Tammin Sursok Lyndsy Fonseca Adrianne León                                                                                            | Colleen Carlton                     | -                       | 165 90 194       | 2007 - 2009 2006 - 2007                                                                |
| Justin Hartley Michael Muhney Chris Engen                                                                                             | Adam Newman                         | Inversionista           | 100 619 196      | 2014 - 2016 2009 - 2014 2008 - 2009                                                    |
| Clementine Ford Rachel Kimsey Kelly Kruger Ashley Bashioum                                                                            | Mackenzie "Mac" Browning-Hellstrom  | Empresaria              | 163 121 53 320   | 2009 - 2010 2005 - 2006 2002 - 2003 1999 - 2002, 2004 - 2005                           |
| Carolyn Conwell | Mary Williams                       | -                       | 172              | 1980 - 2004                                                                            |
| John Driscoll Penn Badgley Nicholas Pappone Alex D. Linz Courtland Mead Thomas Dekker Shaun Markley Kenny Gravino Andrew Clark Rogers | Phillip "Chance" Chancellor IV      | Soldado                 | 153 10 46 - 9 -  | 2009 - 2011 2000 - 2001 1996 - 1999 1995 1993 - 1995 1993 1991 - 1993 1988 - 1989 1988 |
| Eyal Podell | Adrian Korbel                       | Profesor                | 148              | 2006 - 2008                                                                            |
| Eva Longoria | Isabella Braña                      | -                       | 147              | 2001 - 2003                                                                            |
| Maura West Susan Walters Alex Donnelley                                                                                               | Diane Jenkins                       | -                       | 97 53 315        | 2010 - 2011 2001- 2004, 2010 1982 - 1984, 1986, 1996 - 2004, 2001                      |
| Matthew Atkinson | Austin Travers                      | -                       | 94               | 2014 - 2015                                                                            |
| Veronica Redd Marguerite Ray | Mamie Johnson                       | -                       | 72 44            | 1990 - 2004 1980 - 1990                                                                |
| Kimberlin Brown Michelle Stafford | Sheila Carter                       | -                       | 62 20            | 1990 - 1998, 2002 - 2003, 2005 - 2006 2006 - 2007                                      |
| Scott Elrod | Joe Clark                           | Agente de Bienes Raíces | 59               | 2014 - 2015                                                                            |
| Denice Duff | Amanda Browning                     | -                       | 23               | 2001 - 2002                                                                            |
| Greg Vaughan Diego Serrano | Diego Guittierez                    | Camarero                | 12 -             | 2002 - 2003 2001 - 2002                                                                |
| Adam Lazarre-White Randy Brooks Nathan Purdee                                                                                         | Nathan Hastings                     | Detective               | 12 27 32         | 1994 - 1996 1992 - 1994 1984 - 1992                                                    |

### Antiguos personajes recurrentes
| Actor                                                          | Personaje                             | Ocupación                | Episodios    | Duración                                                    |
| -------------------------------------------------------------- | ------------------------------------- | ------------------------ | ------------ | ----------------------------------------------------------- |
| Michael Graziadei Cam Gigandet                                 | Daniel Romalotti                      | -                        | 917 7        | 2004 - 2013, 2016 2004                                      |
| Tricia Cast                                                    | Nina Webster                          | Novelista                | 517          | 1986 - 2001, 2008 - 2014                                    |
| Tonya Lee Williams                                             | Olivia Barber                         | Doctora                  | 491          | 1990 - 2005, 2007 - 2012                                    |
| Patty Weaver                                                   | Gina "Roma" Romalotti                 | Gerente                  | 353          | 1982 - 2009, 2013                                           |
| Michael Damian                                                 | Daniel "Danny" Romalotti, Sr.         | Cantante de Rock         | 257          | 1980 - 1998, 2002 - 2004, 2008, 2012 - 2013                 |
| Jennifer Gareis Josie Davis                                    | Grace Turner                          | Consultante              | 222 82       | 1996 - 1999, 2000, 2002, 2004, 2014 1996 - 1997             |
| Michael Fairman                                                | Patrick Murphy                        | -                        | 186          | 2008 - 2013, 2014                                           |
| Anthony Pena                                                   | Miguel Rodríguez                      | -                        | 172          | 1984 - 2006                                                 |
| Luke Kleintank Kevin G. Schmidt Hunter Allan                   | Noah Newman                           | -                        | 17 161 159   | 2010 - 2011 2008 - 2010, 2011 - 2012 2005 - 2008            |
| John Castellanos                                               | John Silva                            | -                        | 151          | 1989 - 2004                                                 |
| Cady McClain                                                   | Kelly Russell-Andrews                 | Planeadora de Eventos    | 112          | 2014 - 2015                                                 |
| Lachlan Buchanan Hartley Sawyer Blake Hood Garrett Ryan        | Kyle Abbott                           | Ejecutivo                | 106 56 57 52 | 2015 - 2016 2013 - 2014 2012 - 2013 2010 - 2012             |
| Beau Kayser                                                    | Brock Reynolds                        | -                        | 105          | 1974-1980, 1984-1986, 1990-1992, 1999-2004, 2008-2011, 2013 |
| Marissa Arena                                                  | Marissa Barton                        | -                        | 101          | 1998 - 2001                                                 |
| David "Shark" Fralick                                          | Larry Warton                          | -                        | 89           | 1995 - 1996, 1999 - 2005                                    |
| Yani Gellman                                                   | Rafael "Rafe" Torres                  | Abogado                  | 86           | 2008 - 2012                                                 |
| Kelli Goss                                                     | Courtney Sloane                       | Detective                | 83           | 2013 - 2015                                                 |
| Kelly Sullivan                                                 | Sage Warner                           | Gerente de "Underground" | 82           | 2014 - 2016                                                 |
| Wilson Bethel                                                  | Ryder Callahan                        | -                        | 78           | 2009 - 2011                                                 |
| Walter Fauntleroy Bryant Jones Malcolm Hunter Christopher Pope | Nathaniel "Nath" Oliver Hastings. Jr. | -                        | 5 75 -       | 2011 1996 - 2002 1995 - 1996 1995                           |
| Ray Wise                                                       | Ian Ward                              | Líder del Culto          | 56           | 2014 - 2016                                                 |
| Sophie Pollono Madeline Dubois Isabelle Jones                  | Cordelia "Delia" Abbott               | -                        | 46 20 17     | 2011 - 2016 2010 - 2011 2009 - 2010                         |
| Chris McKenna                                                  | Mark Harding                          | Detective                | 36           | 2014 - 2015                                                 |
| Ryan Hare                                                      | John "Johnny" Abbott IV               | -                        | 30           | 2012 - 2015                                                 |
| Anita Finlay                                                   | Nora Thompson                         | Doctora                  | 25           | 1999 - 2002, 2005 - 2006                                    |
| Lise Simms                                                     | Connie Wayne                          | -                        | 22           | 1998 - 2000, 2004, 2005                                     |
| Aidan Clark                                                    | Charlie Ashby                         | -                        | 20           | 2013 - 2015                                                 |
| Tracey E. Bregman                                              | Sarah Smythe                          | -                        | 19           | 2010                                                        |
| Meredith Baxter                                                | Maureen Russell                       | -                        | 18           | 2014                                                        |
| Meg Bennett                                                    | Julia Newman                          | Dueña de Martin Designs  | 15           | 1980 - 1984, 1986 - 1987, 2002                              |
| Tony Todd                                                      | Gus Rogan                             | -                        | 14           | 2013                                                        |
| Sally Kellerman                                                | Bingham                               | Oficial                  | 10           | 2014 - 2015                                                 |
| Alexis Thorpe                                                  | Rianna "Brianna" Miner                | -                        | 7            | 1999 - 2000, 2000 - 2001                                    |
| Ryan Caltagirone                                               | Winston Mobley                        | -                        | 6            | 2015                                                        |
| Daniel Goddard                                                 | Caleb Atkinson                        | -                        | 6            | 2011                                                        |
| Alexia Robinson                                                | Alex Pérez                            | -                        | 6            | 2000, 2002                                                  |
| David Lee Russek Christopher Douglas                           | Sean Bridges                          | Diseñador                | 3 -          | 2001, 2002 2001                                             |
| Ely Pouget                                                     | Laura Braun                           | Doctora                  | 3            | 2009                                                        |
| Lindsey McKeon                                                 | Felicity                              | -                        | -            | 2015                                                        |

## Premios y nominaciones
Desde su debut la serie ha sido nominada a más de 564 premios y ha ganado casi 234 premios.

## Producción
La telenovela fue creada por William J. Bell y Lee Phillip Bell. 

### Crossovers
- The Bold and the Beautiful, también conocida como B&B - Antes de formar parte del equipo de la telenovela The Bold and the Beautiful, los actores John McCook y Darlene Conley debutaron en The Young and the Restless en los papeles de Lance Prentiss y Rose DeVille. Varios actores han aparecido en varias telenovelas pero interpretando a dos personajes distintos, como: Barbara Crampton quien interpretó a Leanna Love en The Young and the Restless y a Maggie Warwick en B&B, Rick Hearst quien dio vida a Matt Clark en The Young and the Restless y a Whip en B&B o Lauren Koslow quien interpretó a Lindsey Wells en The Young and the Restless y después a Margo Lynley en B&B.

### Emisión en otros países
En Francia, la telenovela se empezó a retransmitir desde el 16 de agosto de 1989 en la TF1. En Quebec, la serie se difundió por primera vez en enero de 1994 en la TVA.